# 하야미씨라고 불릴 날
《하야미씨라고 불릴 날》(일본어: 早海さんと呼ばれる日)은 2012년 1월 15일부터 3월 18일까지 후지 TV 드라마틱 선데이 시간대에 방송된 일본의 텔레비전 드라마이다. 주연은 마츠시타 나오.

## 개요
"성장한 환경의 차이"를 극복하고 주인공이 완전히 하야미 가(家) 집안의 며느리로써 가족의 일원이 된다는 홈 드라마.
주연의 마츠시타 나오는 극중 음악의 일부도 담당했다. 또한 2011년 10월 9일 방송 된 2011년 4분기 방송의 연속 드라마 《마루모의 규칙》의 스페셜에는 주연 마쓰시타가 이 드라마의 역할의 이름으로 카메오 출연했다.
2012년 6월 10일과 6월 17일에는 속편의 스페셜 드라마가 방송되었다.
캐치프레이즈는 〈"이끌어줘, 신부."〉

## 출연진
- 마츠시타 나오
- 이노하라 요시히코
- 카나메 준
- 나카마루 유이치
- 모리나가 유키
- 코테가와 유코
- 후나코시 에이이치로
- 나카하라 타케오
- 카토 카즈코
- 나시모토 켄지로
- 와타나베 테츠
- 요시자와 리에
- 마츠모토 타카시

## 제작진
- 연출 : 코노 케이타, 조호 히데노리, 오구라 히사오 (스페셜)
- 각본 : 오오시마 사토미
- 각본 협력 : 아소 쿠미코 (제6화), 사토 쿠미코, MAF (스페셜)
- 음악 : 나카니시 쿄, 마츠시타 나오
- 제작 : 후지 TV
- 제작 저작권 : 교토 TV

### 주제가
- FUNKY MONKEY BABYS - 〈이 세계에 태어난 것〉

## 방송일 및 부제, 시청률
| 각화                                      | 방송일          | 부제                                          | 시청률 |
| ----------------------------------------- | --------------- | --------------------------------------------- | ------ |
| 제1화                                     | 2012년 1월 15일 | 부부가 되는 것은 가족이 되는 것               | 9.8%   |
| 제2화                                     | 2012년 1월 22일 | 가족의 신세는 앞으로 나아갈 기분이 들었습니다 | 10.1%  |
| 제3화                                     | 2012년 1월 29일 | 장모님은 왜 가족을 버린거야?                  | 10.0%  |
| 제4화                                     | 2012년 2월 5일  | 카오루씨가 취직을 못하는 것은 집때문에?       | 10.0%  |
| 제5화                                     | 2012년 2월 12일 | 나도 죽어도 돌아오기 때문에!                  | 10.7%  |
| 제6화                                     | 2012년 2월 19일 | 가족에게 말할 수 없는 켄지씨의 비밀           | 10.4%  |
| 제7화                                     | 2012년 2월 26일 | 아버지로서의 책임은 어떻게 해야하나요?        | 11.9%  |
| 제8화                                     | 2012년 3월 4일  | 부부가 망가지는 걸 보고싶지 않습니다          | 9.9%   |
| 제9화                                     | 2012년 3월 11일 | 쿄이치씨, 내 앞에서 억지로 웃지말아줘요       | 10.7%  |
| 최종화                                    | 2012년 3월 18일 | 무엇보다 중요한 것이 되었습니다               | 11.9%  |
| 스페셜 전편                               | 2012년 6월 10일 | 쿄이치씨의 전 여자 친구                       | 6.3%   |
| 스페셜 후편                               | 2012년 6월 17일 | 여러분에게                                    | 7.8%   |
| 평균 시청률: 10.5%(연속 드라마)           |                 |                                               |        |
| (시청률은 간토 지방·비디오 리서치사 조사) |                 |                                               |        |

- 드라마틱 선데이 범위로는 2010년 10월 방송의 《퍼펙트 리포트》 이후의 첫회 시청률 한자리를 기록했지만, 평균 시청률은 2011년 4월 방송 된 《마루모의 규칙》 이후 동 범위 에서는 2번째 두자리의 시청률을 기록하였다.
- 스페셜 전편은 "2012 런던 올림픽 배구 세계 최종 예선 남자 일본×이란" 중계 연장을 위해 21:15-10:09 방송되었다.